# Nóvaia Bezguinka
Nóvaia Bezguinka - Новая Безгинка (rus) - és un poble de l'óblast de Bélgorod, a Rússia. El 2010 tenia 539 habitants. Pertany al districte (raion) de Novi Oskol.